# فهرست جایزه‌ها و نامزدی‌های مایکل جکسون
مایکل جکسون موسیقیدان، بازرگان، خواننده، ترانه‌سرا، رقصنده، بازیگر، طراح رقص، شاعر و فعال برجستهٔ حقوق بشر آمریکایی بود که به عنوان موفق‌ترین سرگرمی ساز تمام دوران‌ها شناخته می‌شود.
هیچ کس در جهان نتوانسته به اندازهٔ مایکل جکسون جایزه دریافت کند. تعداد جوایز جکسون در طول عمرش به ۳۹۲ جایزه می‌رسد و این در حالی است که بسیاری از جوایز موسیقی جهان همانند جوایز جهانی موسیقی و جوایز موسیقی بیلبورد، در سال‌های آغازین دههٔ ۹۰ تأسیس شدند و جکسون تا آن زمان، ۷ آلبوم استودیویی خود را منتشر کرده بود و او برای این ۷ آلبوم نتوانست جایزه‌های این مراسم‌های موسیقی را دریافت کند. (جکسون در طول عمر خود ۱۰ آلبوم استودیویی منتشر کرد که ۷ عدد از آن‌ها در سال‌های قبل از دههٔ ۹۰ میلادی منتشر شد. از این هفت آلبوم ۲ آلبوم «غیر معمول» (۱۹۷۹) و «بـد» (۱۹۸۷) جز پرفروش‌ترین آلبوم‌های جهان است و آلبوم «تریلر» (۱۹۸۲) نیز با اختلافی بالغ بر ۷۰ میلیون نسخه، پرفروش‌ترین آلبوم موسیقی جهان و همچنین آمریکا است.) همچنین جوایز موزیک ویدئوی ام‌تی‌وی نیز در سال ۱۹۸۴ تأسیس شد که تا آن زمان، جکسون ۶ آلبوم استودیویی خود از جمله: آلبوم‌های «غیر معمول» و «تریلر» را منتشر کرده بود و نتوانست از طرف ام‌تی‌وی هیچ جایزه‌ای را برای این آلبوم‌های موسیقی که سبک موزیک ویدئوها را به‌طور کلی تغییر داد و به صورت امروزی ساخت، دریافت کند. (جکسون با منتشر کردن آلبوم تریلر، و ساخت موزیک ویدئوهای ترانه‌های «بیلی جین»، «بزن به چاک» و «تریلر مایکل جکسون» نحوهٔ ساخت، فیلم‌برداری، صدا و رقص را به‌طور کلی و بنیادی تغییر داد و موزیک ویدئوهای امروزی را پایه‌گذاری کرد.)
مایکل جکسون تعداد زیادی رکورد در کتاب گینس ثبت کرده‌است. او بیش‌تر از هر هنرمند و سرگرمی‌ساز دیگری رکورد جهانی ثبت کرده‌است.

## جوایز اِی‌اِی‌اِس‌اِی
| سال  | نامزدی / اثر    | جایزه     | نتیجه |
| ---- | --------------- | --------- | ----- |
| ۲۰۰۴ | تلاش بشردوستانه | فیل طلایی | پیروز |

## جوایز سینمای آمریکا
در سال ۱۹۹۰ (۱۳۶۹ ه.ش) جکسون جایزهٔ «سرگرمی‌ساز دهه» را از مراسم جوایز سینمای آمریکا برنده شد.
| سال  | نامزدی / اثر | جایزه         | نتیجه |
| ---- | ------------ | ------------- | ----- |
| ۱۹۹۰ | مایکل جکسون  | سرگرمی‌ساز دهه | پیروز |

## جوایز موسیقی آمریکا
جکسون در طول عمرش ۲۶ جایزهٔ مراسم جوایز موسیقی آمریکا، از جمله جایزهٔ «هنرمند قرن»، را از آن خود کرد. جکسون همچنین برندهٔ جایزهٔ «برترین هنرمند دههٔ ۸۰» نیز هست که با احتساب این، در جمع ۲۷ جایزه را از آن خود کرده‌است.
| سال  | نامزدی / اثر                           | جایزه                              | نتیجه |
| ---- | -------------------------------------- | ---------------------------------- | ----- |
| ۱۹۸۰ | مایکل جکسون                            | هنرمند برگزیدهٔ مرد (سول/آر اند بی) | پیروز |
| ۱۹۸۰ | جدا از بقیه                            | آلبوم برگزیده (سول/آر اند بی)      | پیروز |
| ۱۹۸۰ | "تا به اندازه کافی گیرت نیومده بس نکن" | تک‌آهنگ برگزیده (سول/آر اند بی)     | پیروز |
| ۱۹۸۱ |                                        | هنرمند برگزیدهٔ مرد (سول/آر اند بی) | پیروز |
| ۱۹۸۱ | جدا از بقیه                            | آلبوم برگزیده (سول/آر اند بی)      | پیروز |
| ۱۹۸۴ |                                        | جایزهٔ شایستگی                      | پیروز |
| ۱۹۸۴ |                                        | هنرمند برگزیدهٔ مرد (راک/پاپ        | پیروز |
| ۱۹۸۴ |                                        | هنرمند برگزیدهٔ مرد (سول/آر اند بی) | پیروز |
| ۱۹۸۴ | تریلر                                  | آلبوم برگزیده (راک/پاپ)            | پیروز |
| ۱۹۸۴ | تریلر                                  | آلبوم برگزیده (سول/آر اند بی)      | پیروز |
| ۱۹۸۴ | "بیلی جین"                             | تک‌آهنگ برگزیده (راک/پاپ)           | پیروز |
| ۱۹۸۴ | "بزن به چاک"                           | ویدئوی برگزیده (راک/پاپ)           | پیروز |
| ۱۹۸۴ | "بزن به چاک"                           | ویدئوی برگزیده (سول/آر اند بی)     | پیروز |
| ۱۹۸۶ |                                        | جایزهٔ قدردانی                      | پیروز |
| ۱۹۸۶ | "ما دنیاییم" (به همراه لایونل ریچی)    | ترانهٔ سال                          | پیروز |
| ۱۹۸۸ | "بد"                                   | تک‌آهنگ برگزیده (سول/آر اند بی)     | پیروز |
| ۱۹۸۹ |                                        | جایزهٔ موفقیت                       | پیروز |
| ۱۹۹۳ |                                        | جایزهٔ بهترین هنرمند بین‌المللی      | پیروز |
| ۱۹۹۳ | خطرناک                                 | آلبوم برگزیده (راک/پاپ)            | پیروز |
| ۱۹۹۳ | "زمان رو به یاد بیار"                  | تک‌آهنگ برگزیده (سول/آر اند بی)     | پیروز |
| ۱۹۹۶ |                                        | هنرمند برگزیدهٔ مرد (راک/پاپ)       | پیروز |
| ۲۰۰۲ |                                        | هنرمند قرن                         | پیروز |
| ۲۰۰۹ |                                        | هنرمند برگزیدهٔ مرد (راک/پاپ)       | پیروز |
| ۲۰۰۹ |                                        | هنرمند برگزیدهٔ مرد (سول/آر اند بی) | پیروز |
| ۲۰۰۹ | شماره یک‌ها                             | آلبوم برگزیده (راک/پاپ)            | پیروز |
| ۲۰۰۹ | شماره یک‌ها                             | آلبوم برگزیده (سول/آر اند بی)      | پیروز |

## جوایز ویدئوی آمریکا
در سال ۱۹۸۴ (۱۳۶۳ ه.ش)، جکسون ۲ جایزهٔ مراسم جوایز ویدئوی آمریکا را برنده شد.
| سال  | نامزدی / اثر      | جایزه                    | نتیجه |
| ---- | ----------------- | ------------------------ | ----- |
| ۱۹۸۴ | تریلر مایکل جکسون | بهترین ویدئوی فرم طولانی | پیروز |
| ۱۹۸۴ | تریلر مایکل جکسون | بهترین ویدئوی خانگی      | پیروز |

## جوایز افسانهٔ آپولو
در ژوئن ۲۰۱۰ تئاتر آپولو در نیویورک به جکسون جایزهٔ «افسانه» را اهدا کرد. کریس تاکر کمدین معروف سینما به نیابت از جکسون، جایزه را دریافت کرد.
| سال  | نامزدی / اثر | جایزه              | نتیجه |
| ---- | ------------ | ------------------ | ----- |
| ۲۰۱۰ |              | جایزهٔ افسانه آپولو | پیروز |

## جوایز موسیقی باربادوس
مراسم جوایز موسیقی باربادوس که در شهر باربادوس برگزار می‌شود در ژانویه ۲۰۱۰ جایزهٔ بین‌المللی «یک عمر تلاش و موفقیت» را به جکسون اهدا کرد.
| سال  | نامزدی / اثر | جایزه                         | نتیجه |
| ---- | ------------ | ----------------------------- | ----- |
| ۲۰۱۰ | مایکل جکسون  | جایزهٔ بین‌المللی یک عمر موفقیت | پیروز |

## جوایز بامبی
جکسون در مراسم جوایز بامبی که در آلمان برگزار می‌شود، یک جایزه برده است.
| سال  | نامزدی / اثر | جایزه              | نتیجه |
| ---- | ------------ | ------------------ | ----- |
| ۲۰۰۲ |              | هنرمند مردمی هزاره | پیروز |

## جوایز بت
جکسون یک جایزهٔ مراسم جوایز بت را در سال ۱۹۸۹ از آن خود کرده‌است. همچنین او اولین کسی بود که در «تالار شهرت بت» پذیرفته شد. Jackson was also the first inductee into the BET Hall of Fame.
| سال  | نامزدی / اثر | جایزه    | نتیجه |
| ---- | ------------ | -------- | ----- |
| ۱۹۸۹ | تور جهانی بد | جایزهٔ بِت | پیروز |

### تالار شهرت
| سال  | نامزدی / اثر | جایزه      | نتیجه |
| ---- | ------------ | ---------- | ----- |
| ۱۹۹۵ | مایکل جکسون  | تالار شهرت | پیروز |

## جوایز بریت
جکسون از مراسم جوایز بریت، ۶ جایزه، از جمله جایزهٔ «هنرمند نسل» را دریافت کرده‌است.
| سال  | نامزدی / اثر | جایزه                          | نتیجه |
| ---- | ------------ | ------------------------------ | ----- |
| ۱۹۸۴ | مایکل جکسون  | بهترین هنرمند بین‌المللی تک‌خوان | پیروز |
| ۱۹۸۴ | تریلر        | بهترین آلبوم بین‌المللی         | پیروز |
| ۱۹۸۸ | مایکل جکسون  | بهترین هنرمند بین‌المللی تک‌خوان | پیروز |
| ۱۹۸۹ | مایکل جکسون  | بهترین هنرمند بین‌المللی (مرد)  | پیروز |
| ۱۹۸۹ | "مجرم زیرک"  | بهترین موزیک ویدئو             | پیروز |
| ۱۹۹۶ | مایکل جکسون  | هنرمند نسل                     | پیروز |

## جوایز بیلبورد
جوایز بیلبورد نام مراسمی است که از طرف مجلهٔ بیلبورد هر ساله در کشور آمریکا برگزار می‌شود.
جکسون در طول عمرش، ۴۰ جایزهٔ بیلبورد را از آن خود کرد.

### جوایز موسیقی بیلبورد
| سال  | نامزدی / اثر | جایزه                                              | نتیجه |
| ---- | ------------ | -------------------------------------------------- | ----- |
| ۱۹۷۲ |              | Top Singles Artist of the Year                     | پیروز |
| ۱۹۷۲ |              | Top Male Singles Artist of the Year                | پیروز |
| ۱۹۸۳ |              | Pop Artist of the Year                             | پیروز |
| ۱۹۸۳ |              | Black Artist of the Year                           | پیروز |
| ۱۹۸۳ |              | Pop Album Artist                                   | پیروز |
| ۱۹۸۳ |              | Pop Male Album Artist                              | پیروز |
| ۱۹۸۳ |              | Pop Male Singles Artist                            | پیروز |
| ۱۹۸۳ |              | Black Album Artist                                 | پیروز |
| ۱۹۸۳ |              | Black Singles Artist                               | پیروز |
| ۱۹۸۳ |              | Pop Singles Artist                                 | پیروز |
| ۱۹۸۳ |              | Dance/Disco Artist                                 | پیروز |
| ۱۹۸۳ | تریلر        | Pop Album of the Year                              | پیروز |
| ۱۹۸۳ | تریلر        | Black Album                                        | پیروز |
| ۱۹۸۳ | "بزن به چاک" | Dance/Disco ۱۲" LP                                 | پیروز |
| ۱۹۸۳ | "بیلی جین"   | Dance/Disco ۱۲" LP                                 | پیروز |
| ۱۹۸۴ | تریلر        | Top Album                                          | پیروز |
| ۱۹۸۸ |              | Top Black Artist                                   | پیروز |
| ۱۹۸۸ |              | Blues & Soul                                       | پیروز |
| ۱۹۸۸ |              | Outstanding Artist of the Year                     | پیروز |
| ۱۹۸۸ |              | Best Live Show of ۱۹۸۸                             | پیروز |
| ۱۹۸۹ | بد           | #۱ Album (Pop/R&B)                                 | پیروز |
| ۱۹۹۲ |              | ۱۹۹۲ World Artist Award                            | پیروز |
| ۱۹۹۲ |              | Commemoration for the 10th Anniversary of Thriller | پیروز |
| ۱۹۹۲ |              | Hot 100 Singles Artist (Male)                      | پیروز |
| ۱۹۹۲ |              | Hot R&B Singles Artist                             | پیروز |
| ۱۹۹۲ |              | Hot Dance Music Club Play Artist                   | پیروز |
| ۱۹۹۲ |              | Hot Dance Music Maxi-Single Sales Artist           | پیروز |
| ۱۹۹۵ |              | Special Hot 100 Award                              | پیروز |
| ۱۹۹۵ | "جیغ"        | Video of the Year (Pop/Rock)                       | پیروز |

| سال  | نامزدی / اثر | جایزه     | نتیجه |
| ---- | ------------ | --------- | ----- |
| ۲۰۱۰ | شکست‌ناپذیر   | آلبوم دهه | پیروز |

### بررسی سالیانه بیلبورد
| سال  | نامزدی / اثر | جایزه            | نتیجه |
| ---- | ------------ | ---------------- | ----- |
| ۱۹۸۰ |              | Top Black Artist | پیروز |
| ۱۹۸۰ | جدا از بقیه  | Top Black Album  | پیروز |

### جوایز ویدئوی بیلبورد
| سال  | نامزدی / اثر | جایزه                                       | نتیجه |
| ---- | ------------ | ------------------------------------------- | ----- |
| ۱۹۸۳ |              | Best Performance by a Male Artist           | پیروز |
| ۱۹۸۳ | "بزن به چاک" | Best Overall Video                          | پیروز |
| ۱۹۸۳ | "بزن به چاک" | Best Choreography                           | پیروز |
| ۱۹۸۳ | "بزن به چاک" | Best Use Of Video To Enhance Artist's Song  | پیروز |
| ۱۹۸۳ | "بزن به چاک" | Best Use Of Video To Enhance Artist's Image | پیروز |

## جوایز طلای سیاه
جکسون در مراسم جوایز طلای سیاه، ۴ عدد جایزه برده است.
| سال  | نامزدی / اثر | جایزه                | نتیجه |
| ---- | ------------ | -------------------- | ----- |
| ۱۹۸۳ | مایکل جکسون  | بهترین خوانندهٔ مرد   | پیروز |
| ۱۹۸۳ | تریلر        | بهترین آلبوم         | پیروز |
| ۱۹۸۳ | "بیلی جین"   | بهترین تک‌آهنگ سال    | پیروز |
| ۱۹۸۳ | "بزن به چاک" | بهترین اجرای ویدئویی | پیروز |

## جوایز گرمی
جکسون در طول فعالیت خود در صنعت موسیقی ۱۸ جایزهٔ گرمی دریافت کرده‌است. او در سال ۱۹۸۴ تعداد رکورد شکن ۸ عدد از این جوایز در یک شب دریافت کرد و این رکورد را تا ۱۶ سال در دست داشت تا این که کارلوس سانتانا در سال ۲۰۰۰ با دریافت ۸ جایزه در یک شب، با جکسون در این رکورد شریک شد. از این رو به جکسون و سانتانا بزرگ‌ترین دریافت کنندگان جایزهٔ گرمی می‌گویند. همچنین او ۸امین فردی است که بیشترین تعداد جایزهٔ گرمی را برنده شده‌است.
او دومین فرد جوانی بود که نامزد جوایز گرمی می‌شد. اولین نامزدی او در این مراسم در سن ۱۲ سالگی‌اش بود.
| سال  | نامزدی / اثر                                    | جایزه                              | نتیجه |
| ---- | ----------------------------------------------- | ---------------------------------- | ----- |
| ۱۹۸۰ | "تا به اندازه کافی گیرت نیومده بس نکن"          | بهترین اجرای آوازی مرد (آر اند بی) | پیروز |
| ۱۹۸۴ | تریلر                                           | آلبوم سال                          | پیروز |
| ۱۹۸۴ | "بزن به چاک"                                    | ضبط سال                            | پیروز |
| ۱۹۸۴ | "تریلر" (به همراه کوئینسی جونز)                 | تولیدکنندهٔ سال، غیر کلاسیک         | پیروز |
| ۱۹۸۴ | "بیلی جین"                                      | بهترین ترانهٔ آر اند بی             | پیروز |
| ۱۹۸۴ | "ای.تی. موجود فرازمینی" (به همراه کوئینسی جونز) | بهترین ضبط برای کودکان             | پیروز |
| ۱۹۸۴ | "تریلر"                                         | بهترین اجرای آوازی مرد (پاپ)       | پیروز |
| ۱۹۸۴ | "بیلی جین"                                      | بهترین اجرای آوازی مرد (آر اند بی) | پیروز |
| ۱۹۸۴ | "بزن به چاک"                                    | بهترین اجرای آوازی مرد (راک)       | پیروز |
| ۱۹۸۵ | ساخت تریلر مایکل جکسون                          | بهترین موزیک ویدئوی فرم طولانی     | پیروز |
| ۱۹۸۶ | "ما دنیاییم" (به همراه لایونل ریچی)             | ترانهٔ سال                          | پیروز |
| ۱۹۹۰ | "تنهام بزار"                                    | بهترین موزیک ویدئوی فرم کوتاه      | پیروز |
| ۱۹۹۶ | "جیغ"                                           | بهترین موزیک ویدئوی فرم کوتاه      | پیروز |

### جایزه اسطوره گرمی
مراسم جوایز گرمی در سال ۱۹۹۳، «جایزهٔ اسطورهٔ گرمی»، را به مایکل جکسون اهدا کرد. این جایزه بدست خواهرش، جنت جکسون به جکسون اهدا شد.
| سال  | نامزدی / اثر | جایزه       | نتیجه |
| ---- | ------------ | ----------- | ----- |
| ۱۹۹۳ | مایکل جکسون  | اسطورهٔ گرمی | پیروز |

### جایزه یک عمر فعالیت هنری
در سال ۲۰۱۰، «جایزهٔ یک عمر فعالیت هنری»، به پاس ۴۶ سال فعالیت در صنعت موسیقی به او اهدا شد. کودکان مایکل جکسون، پاریس و پرینس جکسون، به نیابت از پدرشان این جایزه را دریافت کردند.
| سال  | نامزدی / اثر | جایزه              | نتیجه |
| ---- | ------------ | ------------------ | ----- |
| ۲۰۱۰ | مایکل جکسون  | یک عمر فعالیت هنری | پیروز |

### تالار شهرت گرمی
در سال ۲۰۰۸، دو آلبوم جکسون به تالار شهرت گرمی اضافه شد. ترانهٔ گروه جکسون فایو نیز در سال ۱۹۹۹ به این تالار اضافه شد.
| سال  | نامزدی / اثر                       | جایزه           | نتیجه    |
| ---- | ---------------------------------- | --------------- | -------- |
| ۱۹۹۹ | "می‌خوام برگردی" (به همراه جکسون ۵) | تالار شهرت گرمی | اضافه شد |
| ۲۰۰۸ | تریلر                              | تالار شهرت گرمی | اضافه شد |
| ۲۰۰۸ | جدا از بقیه                        | تالار شهرت گرمی | اضافه شد |

## کتاب رکوردهای جهانی گینس
کتاب رکوردهای گینس نام کتابی معتبر است که سالیانه منتشر می‌شود. در این کتاب تمام رکوردهای جهان (رکوردهایی بدست انسان‌ها یا در طبیعت) وجود دارد. این کتاب رکورد پرفروش‌ترین کتاب جهان را در دست دارد.
| سال  | نامزدی / اثر           | جایزه                                                                                   | نتیجه |
| ---- | ---------------------- | --------------------------------------------------------------------------------------- | ----- |
| ۱۹۸۴ | تریلر                  | پرفروش‌ترین آلبوم موسیقی تمام دوران‌ها                                                    | پیروز |
| ۱۹۹۳ | مایکل جکسون            | جایزهٔ یک عمر موفقیت و دستاورد                                                           | پیروز |
| ۲۰۰۲ | ارواح                  | طولانی‌ترین موزیک ویدئوی جهان                                                            | پیروز |
| ۲۰۰۲ | ساخت تریلر مایکل جکسون | پرفروش‌ترین موزیک ویدئوی جهان                                                            | پیروز |
| ۲۰۰۲ | خانوادهٔ جکسون          | موفق‌ترین خانواده                                                                        | پیروز |
| ۲۰۰۶ | مایکل جکسون            | موفق‌ترین هنرمند و سرگرمی‌ساز جهان در تمام دوران‌ها                                        | پیروز |
| ۲۰۰۶ | مایکل جکسون            | جوان‌ترین هنرمندی که تک‌آهنگش در رتبهٔ ۱ جدول تک‌آهنگ‌های آمریکا قرار گرفت                   | پیروز |
| ۲۰۰۶ | مایکل جکسون            | گران‌ترین و پردرآمدترین هنرمند و سرگرمی‌ساز جهان در تمام دوران‌ها                          | پیروز |
| ۲۰۰۶ | مایکل جکسون            | اولین هنرمند و سرگرمی‌سازی که درآمدش در طول یک سال بیش از ۱۰۰ میلیون دلار بوده‌است        | پیروز |
| ۲۰۰۶ | مایکل جکسون            | اولین هنرمند و سرگرمی‌سازی که آثارش در خارج از آمریکا بیش از ۱۰۰ میلیون نسخه به فروش رفت | پیروز |
| ۲۰۰۶ | مایکل جکسون            | کسی که آثارش از تمام هنرمندان دیگر بیشتر در رتبهٔ ۱ جدول‌های آلبوم آمریکا بوده‌است         | پیروز |
| ۲۰۰۶ | تریلر مایکل جکسون      | موفق‌ترین ویدئو کلیپ جهان                                                                | پیروز |
| ۲۰۰۶ | "تو تنها نیستی"        | اولین و تنها ترانه‌ای که به محض ورود به جدول تک‌آهنگ‌های آمریکا در رتبهٔ ۱ قرار گرفت        | پیروز |
| ۲۰۱۰ | پوستر آلبوم مایکل      | بزگ‌ترین پوستر جهان                                                                      | پیروز |

## جوایز جهانی موسیقی
جکسون از مراسم جوایز جهانی موسیقی، ۱۶ جایزه، از جمله جایزهٔ الماس را برده است.
این مراسم از سال ۱۹۸۹ (۱۳۶۸ ه.ش) شروع به کار کرده‌است.
| سال  | نامزدی / اثر | جایزه                                  | نتیجه |
| ---- | ------------ | -------------------------------------- | ----- |
| ۱۹۸۹ | مایکل جکسون  | یک عمر موفقیت در ویدئو                 | پیروز |
| ۱۹۹۳ | مایکل جکسون  | پرفروش‌ترین هنرمند سال آمریکا           | پیروز |
| ۱۹۹۳ | مایکل جکسون  | پرفروش‌ترین هنرمند پاپ                  | پیروز |
| ۱۹۹۳ | مایکل جکسون  | World's Best Selling Artist of the Era | پیروز |
| ۱۹۹۶ | مایکل جکسون  | پرفروش‌ترین هنرمند مرد سال ۱۹۹۶         | پیروز |
| ۱۹۹۶ | مایکل جکسون  | پرفروش‌ترین هنرمند آمریکایی             | پیروز |
| ۱۹۹۶ | مایکل جکسون  | پرفروش‌ترین هنرمندی که تا حالا بوده     | پیروز |
| ۱۹۹۶ | مایکل جکسون  | پرفروش‌ترین هنرمند آر اند بی            | پیروز |
| ۱۹۹۶ | تریلر        | بهترین ضبط تمام دوران‌ها                | پیروز |
| ۲۰۰۰ | مایکل جکسون  | پرفروش‌ترین هنرمند هزاره                | پیروز |
| ۲۰۰۶ | مایکل جکسون  | جایزهٔ الماس                            | پیروز |

### تالار شهرت جوایز جهانی موسیقی
| سال  | نامزدی / اثر | جایزه                         | نتیجه    |
| ---- | ------------ | ----------------------------- | -------- |
| ۱۹۸۹ | مایکل جکسون  | تالار شهرت جوایز جهانی موسیقی | اضافه شد |

### انتخاب بینندگان
| سال  | نامزدی / اثر | جایزه       | نتیجه |
| ---- | ------------ | ----------- | ----- |
| ۱۹۸۹ | "مجرم زیرک"  | موزیک ویدئو | پیروز |

== افتخارات دیگر == عالی

## واژه‌نامه
1. ↑  Music of Black Origin Awards
2. ↑  Soul Train Music Awards
3. ↑  NAACP Image Award
4. 1 2  American Video Awards
5. ↑  Entertainer of the Decade
6. ↑  American Cinema Awards
7. 1 2  Artist of the Century
8. ↑  Artist of the Decade '۸۰s
9. ↑  Award of Merit
10. ↑  Award of Appreciation
11. 1 2  Song of the Year
12. ↑  Award of Achievement
13. ↑  International Artist Award
14. ↑  Best Long Form Video
15. ↑  Best Home Video
16. ↑  Apollo Legend Award
17. ↑  Barbados Music Awards
18. ↑  International Lifetime Achievement Award
19. ↑  Bambi Awards
20. ↑  Pop Artist of the Millennium
21. ↑  BET Awards
22. ↑  BET Hall of Fame
23. ↑  Hall of Fame
24. ↑  BRIT Awards
25. 1 2  Artist of a Generation
26. 1 2  Best International Solo Artist
27. ↑  Best International Album
28. ↑  Best International Artist (Male)
29. ↑  Best Music Video
30. ↑  Album of the Decade
31. ↑  Black Gold Awards
32. ↑  Top Male Vocalist
33. ↑  Best Album
34. ↑  Best Single of the Year
35. ↑  Best Video Performance
36. 1 2  Best Male R&B Vocal Performance
37. ↑  Album of the Year
38. ↑  Record of the Year
39. ↑  Producer of the Year, Non-Classical
40. ↑  Best R&B Song
41. ↑  E.T. the Extra Terrestrial
42. ↑  Best Recording for Children
43. ↑  Best Male Pop Vocal Performance
44. ↑  Best Male Rock Vocal Performance
45. ↑  Best Long Form Music Video
46. 1 2  Best Short Form Music Video
47. 1 2  Grammy Legend Award
48. 1 2  Grammy Lifetime Achievement Award
49. ↑  I Want You Back
50. 1 2 3  Grammy Hall of Fame
51. ↑  The Best Selling Album of All Time
52. ↑  Lifetime Achievement Award
53. ↑  Longest Music Video
54. ↑  Best Selling Music Video
55. ↑  Most Successful Pop Family
56. ↑  Most Successful Entertainer of All Time
57. ↑  Youngest Vocalist to Top the US Singles Chart
58. ↑  Highest Paid Entertainer of all Time
59. ↑  First Entertainer to Earn More Than 100 million Dollars in a Year
60. ↑  First Entertainer to Sell More Than 100 Million Albums outside the US
61. ↑  Most Weeks at the Top of the US Album Charts
62. ↑  Most Successful Music Video
63. ↑  First Vocalist to Enter the US Single Chart at Number One
64. ↑  Worlds Largest Poster
65. 1 2  Diamond Award
66. ↑  Lifetime Achievement in Video
67. ↑  Best Selling U.S. Artist of the Year
68. ↑  World's Best Selling Pop Artist
69. ↑  Best Selling Male Artist of 1996
70. ↑  Best Selling American Artist
71. ↑  Best Selling Artist Ever
72. ↑  Best Selling R&B Artist
73. ↑  Best Selling Record of All Time
74. ↑  Best Selling Male Artist of the Millennium
75. ↑  World Music Award Hall of Fame
76. ↑  Video